# غوين هويل
غوين هويل (بالإنجليزية: Gwynne Howell)‏ هو مغني أوبرا ومغني بريطاني، ولد في 13 يونيو 1938 في Gorseinon ‏ في المملكة المتحدة.

## وصلات خارجية
- غوين هويل على موقع IMDb (الإنجليزية)
- غوين هويل على موقع ميوزك برينز (الإنجليزية)
- غوين هويل على موقع أول ميوزيك (الإنجليزية)
- غوين هويل على موقع ديسكوغز (الإنجليزية)
- غوين هويل على موقع قاعدة بيانات الفيلم (الإنجليزية)